# Cyanopterus jakuticus
Cyanopterus jakuticus är en stekelart som först beskrevs av Vladimir Ivanovich Tobias 1973.  Cyanopterus jakuticus ingår i släktet Cyanopterus och familjen bracksteklar. Inga underarter finns listade i Catalogue of Life.